# Strzelczyk (szczyt)
Strzelczyk (niem. Koppen Hübel, 745 m n.p.m.) – szczyt w Karkonoszach, w obrębie Pogórza Karkonoskiego.
Znajduje się we wschodniej części Pogórza Karkonoskiego, pomiędzy Karpaczem (Bierutowicami) a Miłkowem. Leży w bocznym grzbiecie odchodzącym na wschód od Czoła i zakończonego Strzelcem.
Zbudowany jest z granitu karkonoskiego.
W całości jest porośnięty lasem.

## Szlaki turystyczne
Na zachód od szczytu biegnie szlak turystyczny:
- czerwony z Karpacza na Grabowiec.